# بیاویستوک
بیاویستوک () (به لهستانی: Białystok) بزرگ‌ترین شهر شمال شرقی لهستان و دومین شهر پرتراکم این کشور است. این شهر در نزدیکی مرز لهستان و بلاروس قرار گرفته‌است. جمعیت بیاویستوک در ژوئن سال ۲۰۰۹ بالغ بر ۲۹۴٬۳۹۹ نفر بوده‌است.

## نگارخانه

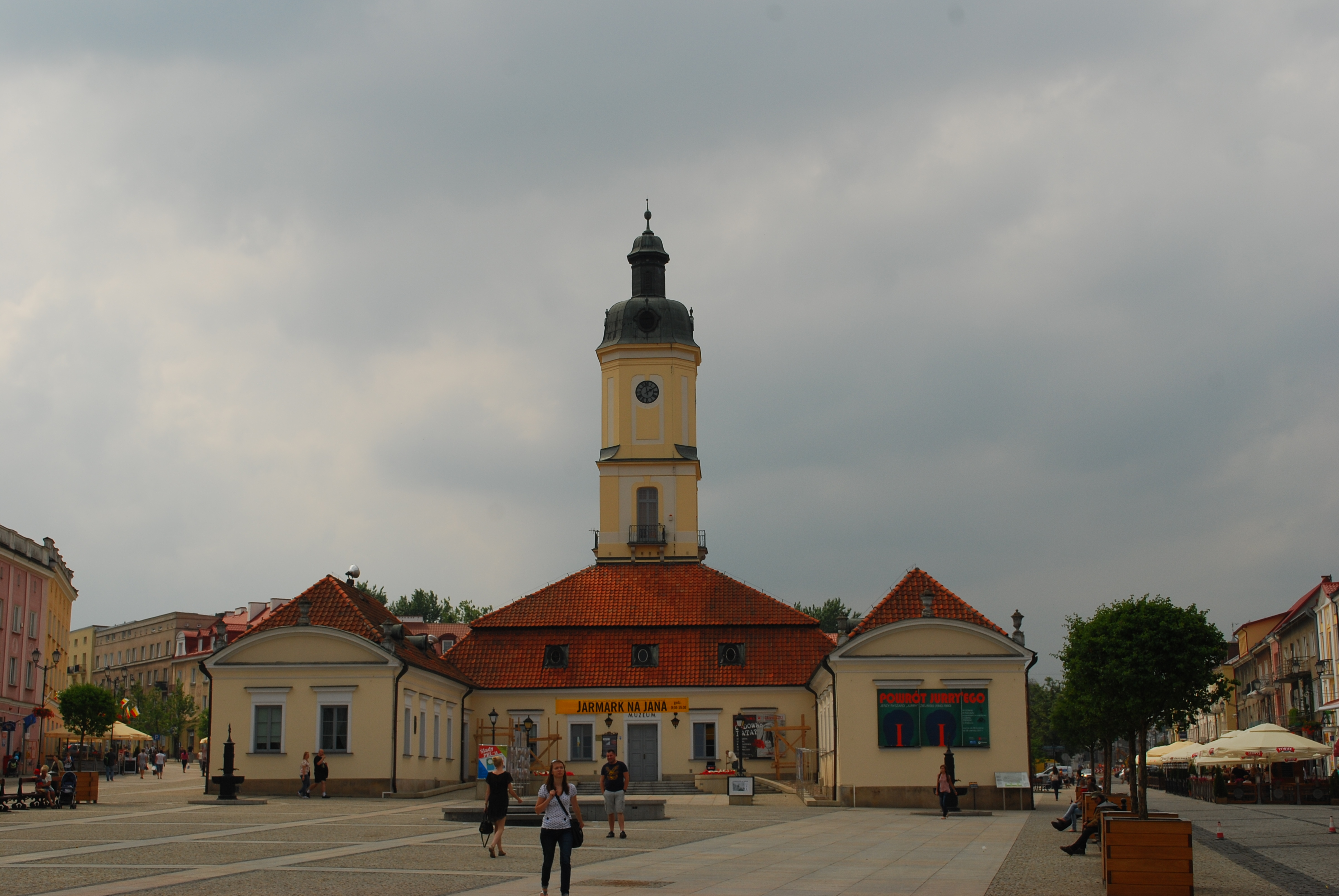
City hall
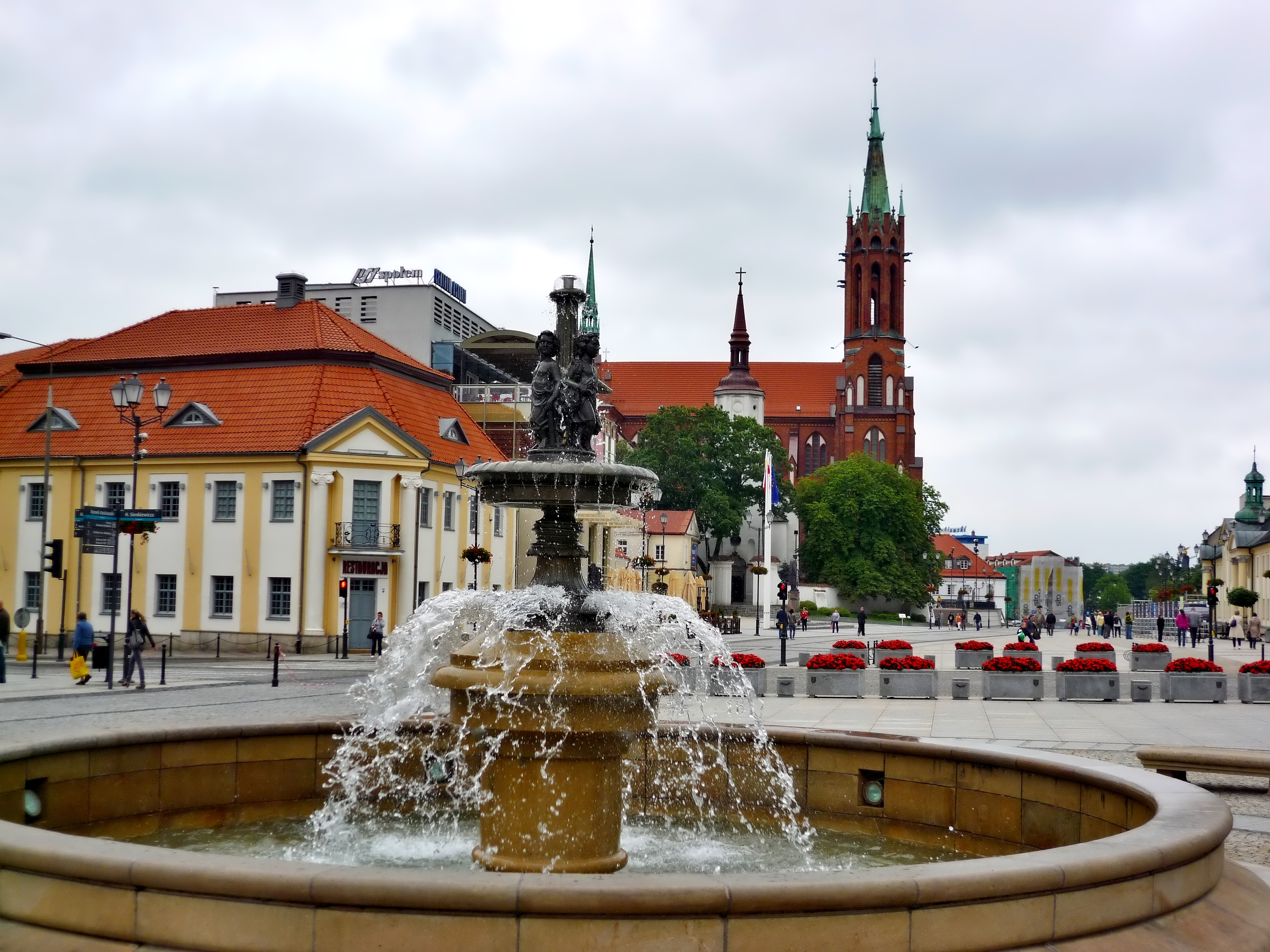
Fountain at the Market Square
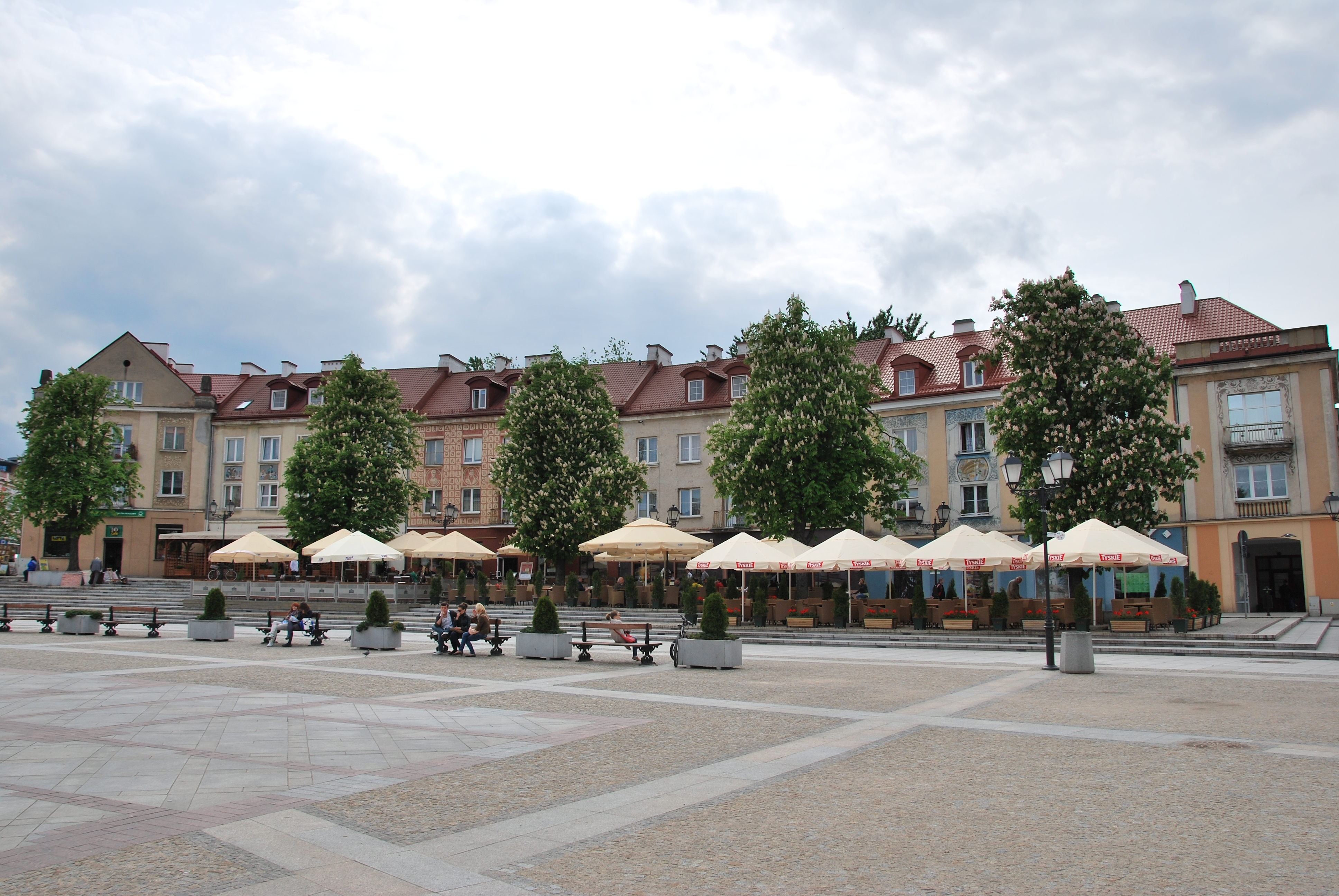
Old houses on Kosciusko's Market in Białystok
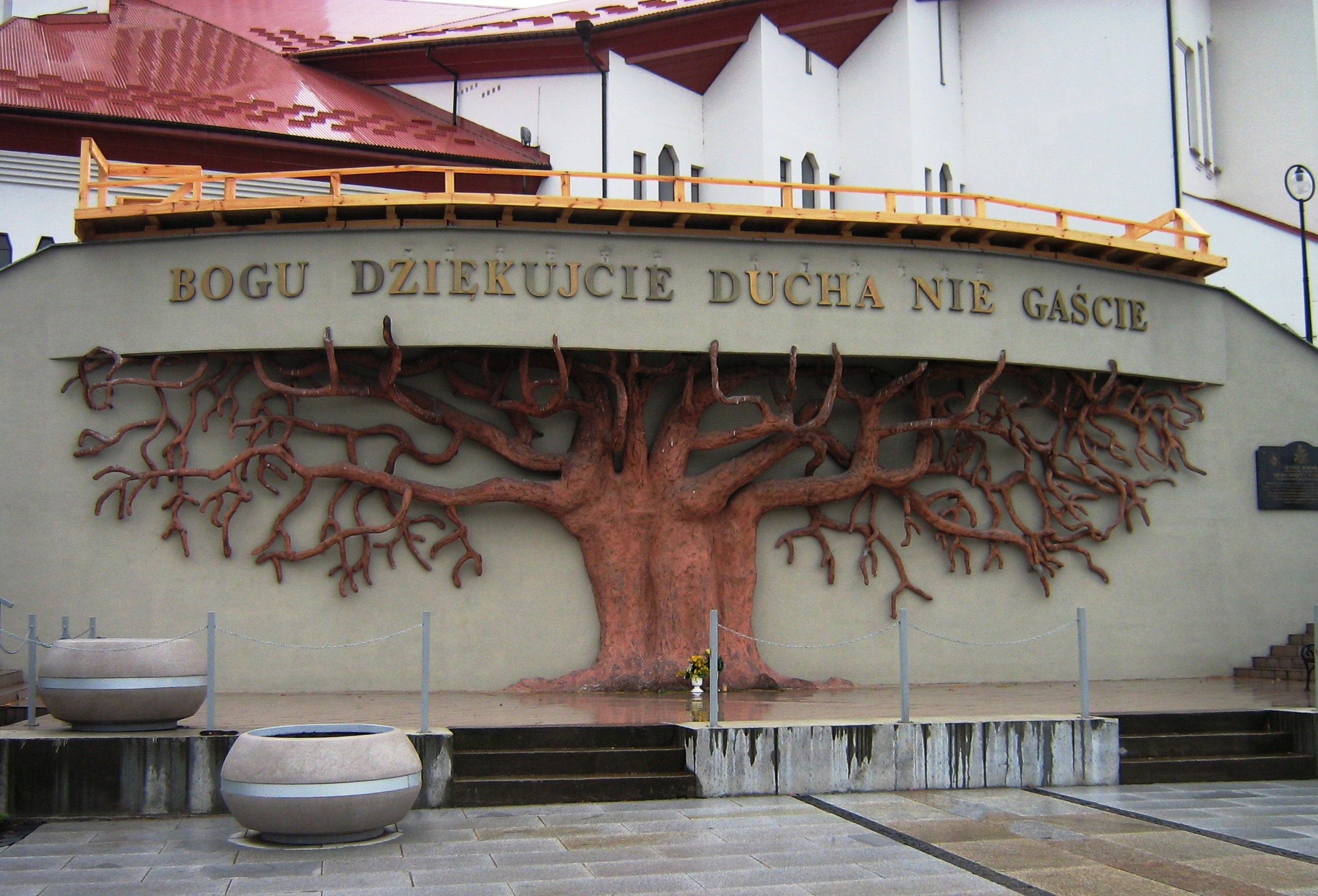
The papal altar at the Shrine of Divine Mercy